# Antonio Floro Flores
Pour les articles homonymes, voir Floro et Flores.
Antonio Mariano Floro Flores est un footballeur Italien né le 18 juin 1983 à Naples. Il évolue au poste d'attaquant à la  Casertana Football Club .

## Clubs successifs
Grenade CF 
Lors de la saison 2012/2013, Floro Flores évolue pour la première fois hors d'Italie puisqu'il est prête pour une saison à Grenade.
Il inscrit son premier but sous ses nouvelles couleurs le 16 septembre face à La Corogne et permet grâce à son but a la 81e minute d'arracher le match nul. Ce but est son unique inscrit sous le maillot de Grenade en onze matchs puisque par la suite ses relations avec ses dirigeants se sont compliqués. Ces derniers reprochant au joueur d’être aller skier pendant que l'équipe, mal classée en championnat disputé un match face à l'Espanyol Barcelone. À la suite de cet évènement, le prêt du joueur va être arrêté en janvier, il retourne donc à l'Udinese.
Genoa
De retour à l'Udinese, il ne va cependant pas y rester longtemps puisque deux jours plus tard, il est dans la foulée transféré au Genoa. En contrepartie, deux joueurs vont rejoindre l'Udinese : Alexander Merkel et Masahudu Alhassan. Antonio revient dans un club qu'il connait bien puisqu'il y avait déjà réalisé un exercice convaincant lors de la saison 2011/2012 auteur de 10 buts en 18 matchs. Il fait ses débuts le 6 janvier face à Bologne, un match durant lequel il ne marque pas mais la victoire est au bout pour le Genoa qui gagne 2-0. La suite de sa saison est compliquée puisqu'il contracte une blessure qui le tient éloigné des terrains jusqu'à fin avril. Il inscrit son premier but face à . Au total, il inscrit deux buts lors des 8 matchs auquel il participe. Il attaque la saison 2013/2014 en participant aux deux premiers matchs de son équipe et au match de coupe perdu après tirs au but face à La Spezia, mais n'inscrit aucun but lors de ces 3 rencontres.
US Sassuolo
Dans les dernières heures du mercato, le promu Sassuolo se montre très actif sur le marché des transferts en enregistrant la venue d'Antonio Floro Flores sous forme de prêt mais aussi celle de Gianluca Pegolo et Raffaele Pucino. Lors de sa présentation à la presse le 4 septembre, il déclare vouloir « mettre son expérience au service de l'équipe. C'est à nous d'aider les plus jeunes qui sont nombreux ». Il déclare également être impatient de débuter sous ses nouvelles couleurs. 
Il fait ses débuts lors du match face à l'Hellas Verone le 15 septembre en remplaçant Ezequiel Schelotto à la 70e minute. Mené 1-0 à son entrée, il ne parvient pas à égaliser et Sassuolo s'inclinera 2-0. Le 22 septembre pour le compte de la cinquième journée de Série A, il connait sa première titularisation face à l'Inter Milan mais se montre impuissant face au naufrage de son équipe qui perd 7-0.
Casertana Football Club
Le 6 septembre 2018, il signe un contrat de 2 ans avec le club de Série C, Casertana Football Club.